# Белогривское сельское поселение
Белогривское сельское поселение — сельское поселение в Большеуковском районе Омской области.
Административный центр — село Белогривка.

## География
Расстояние до районного центра: 51 км.

## История
В 1938 году село Белогривка становится центром Беляковского сельского совета.
В 1954 году Беляковский сельский совет переименовывается в Белогривский сельский совет.
В 1958 году к сельскому совету была присоединена часть Ориковского сельского совета.
В 1962 году сельский совет переводится из Большеуковского в Знаменский район.
В 1965 году сельский совет переводится из Знаменского в Большеуковский район.
В 1990-х годах сельский совет преобразуется в сельскую администрацию.
В 2000-х годах сельская администрация преобразована в сельский округ.

## Административное деление
| статус | населённый пункт | год основания |
| ------ | ---------------- | ------------- |
| село   | Белогри́вка       | 1909          |

## Население
| 2010 | 2011 | 2012 | 2013 | 2014 | 2015 | 2016 |
| ---- | ---- | ---- | ---- | ---- | ---- | ---- |
| 449  | ↘447 | ↘424 | ↘387 | ↘365 | ↘351 | ↘335 |
| 2017 | 2018 | 2019 | 2020 | 2021 | 2023 |      |
| ↘319 | ↘305 | ↘285 | ↘279 | ↗287 | ↘283 |      |